# تنسيفت (مزكيطة)
تنسيفت هي إحدى مشيخات المملكة المغربية، تتبع جغرافيا لإقليم زاكورة وإداريًا لمزكيطة. يقدر عدد سكانها بـ 1070 نسمة حسب الإحصاء الرسمي للسكان والسكنى لسنة 2004.